# Hoshihananomia gacognei vauclsiana
Hoshihananomia gacognei vauclsiana es una especie de coleóptero de la familia Mordellidae.

## Distribución geográfica
Habita en Francia.